# 이승재 (1953년)
이승재(李承栽, 1953년 8월 29일 ~ , 전남 광양)는 대한민국의 공무원이다.

## 학력
- 1972년 : 광주제일고등학교 졸업
- 1978년 : 고려대학교 법학 학사

## 경력
- 1983.01 ~ 1984.12 : 제14기 사법연수원
- 1992.01 ~ 1993.03 : 전남지방경찰청 수사장
- 1993.03 ~ 1993.11 : 나주경찰서 서장
- 1995.12 ~ 1997.01 : 서울 서초경찰서 서장
- 1997.01 ~ 1999.02 : 서울지방경찰청 정보과 과장
- 1999.02 : 경찰청 정보2과 과장
- 1999.02 ~ 2000.12 : 경찰청 정보심의관, 서울 수사부장, 외사관리관
- 2001.11 ~ 2002.11 : 경찰청 수사국장
- 2002.11 ~ 2003.03 : 인천지방경찰청장
- 2003.03 ~ 2003.06 : 경기지방경찰청장
- 2003.10 ~ 2004.01 : 경찰종합학교장
- 2004.01 ~ 2006.08 : 해양경찰청장
- 2006 ~ : 법무법인 동인 변호사
- 2006.09 ~ 2010.04 : 법무법인 동인 대표변호사
- (재)경찰대학 교육진흥재단 이사장
- 2009 : 삼성전기㈜ 사외이사
- 2018.03 ~ :  중소기업은행 사외이사

## 수상
- 2004년 : 황조근정훈장

| 전임 서재관 | 제7대 해양경찰청장 2004년 1월 7일 ~ 2006년 8월 9일 | 후임 권동옥 |